# Xavier McDaniel
Xavier Maurice McDaniel (Columbia, Carolina del Sur, 4 de junio de 1963) es un exjugador de baloncesto estadounidense de las décadas de los 80 y 90. Con sus 2,01 metros de altura, jugaba de alero, y destacó sobre todo en los Seattle Supersonics.  

## Trayectoria deportiva

### Universidad
Sus cuatro años colegiales los pasó en la Universidad Estatal de Wichita, con una progresión de su primer año al último realmente sorprendente. De 5,8 puntos y 3,7 rebotes en su primer año, consiguió en la temporada de su graduación unos espectaculares 27,2 puntos y 14,8 rebotes con los Shockers, siendo el primer universitario en liderar en el mismo año la clasificación de máximos anotadores y reboteadores de la NCAA.

### Profesional
Fue la cuarta elección de la primera ronda del Draft de la NBA de 1985, siendo elegido por Seattle Supersonics. En su primera temporada promedió unas cifras de 17,1 puntos y 8 rebotes, lo que le valieron para ser elegido en el mejor quinteto de rookies (novatos) del año. Tras 5 temporadas y media exitosas en Seattle, fue traspasado a Phoenix Suns a mediados de la temporada 90-91. Al término de ésta, fue a parar a los New York Knicks, donde disputó una temporada al lado de Patrick Ewing. Al año siguiente firmó por los Boston Celtics, donde jugó tres temporadas antes de vivir una aventura europea durante un año. Regresó a la NBA, concretamente a los New Jersey Nets, donde después de 2 temporadas con unas cifras bajas, se retiró en 1998. En sus 12 temporadas en la NBA, promedió 15,6 puntos y 6,1 rebotes por partido.

## Estadísticas de su carrera en la NBA

### Temporada regular
| Año      | Equipo     | PJ  | PT  | MPP  | %TC  | %3P  | %TL  | RPP | APP | ROB | TPP | PPP  |
| -------- | ---------- | --- | --- | ---- | ---- | ---- | ---- | --- | --- | --- | --- | ---- |
| 1985-86  | Seattle    | 82  | 80  | 33.0 | .490 | .200 | .687 | 8.0 | 2.4 | 1.2 | .5  | 17.1 |
| 1986-87  | Seattle    | 82  | 82  | 37.0 | .509 | .214 | .696 | 8.6 | 2.5 | 1.4 | .6  | 23.0 |
| 1987-88  | Seattle    | 78  | 77  | 34.7 | .488 | .280 | .715 | 6.6 | 3.4 | 1.2 | .7  | 21.4 |
| 1988-89  | Seattle    | 82  | 10  | 29.1 | .489 | .306 | .732 | 5.3 | 1.6 | 1.0 | .5  | 20.5 |
| 1989-90  | Seattle    | 69  | 67  | 35.2 | .496 | .294 | .733 | 6.5 | 2.5 | 1.1 | .5  | 21.3 |
| 1990-91  | Seattle    | 15  | 15  | 35.3 | .479 | .000 | .710 | 5.4 | 2.5 | 1.7 | .3  | 21.8 |
| 1990-91  | Phoenix    | 66  | 64  | 31.9 | .503 | .000 | .727 | 7.2 | 2.3 | .8  | .6  | 15.8 |
| 1991-92  | New York   | 82  | 82  | 28.6 | .478 | .308 | .714 | 5.6 | 1.8 | .7  | .3  | 13.7 |
| 1992-93  | Boston     | 82  | 27  | 27.0 | .495 | .273 | .793 | 6.0 | 2.0 | .9  | .6  | 13.5 |
| 1993-94  | Boston     | 82  | 5   | 24.0 | .461 | .244 | .676 | 4.9 | 1.5 | .6  | .5  | 11.3 |
| 1994-95  | Boston     | 68  | 15  | 21.0 | .451 | .286 | .712 | 4.4 | 1.6 | .4  | .3  | 8.6  |
| 1996-97  | New Jersey | 62  | 5   | 18.9 | .389 | .200 | .730 | 5.1 | 1.0 | .6  | .3  | 5.6  |
| 1997-98  | New Jersey | 20  | 0   | 9.0  | .333 | –    | .625 | 1.6 | .5  | .2  | .1  | 1.3  |
| Total    | Total      | 870 | 529 | 29.0 | .485 | .261 | .718 | 6.1 | 2.0 | .9  | .5  | 15.6 |
| All-Star | All-Star   | 1   | 0   | 13.0 | .111 | –    | –    | 2.0 | .0  | .0  | .0  | 2.0  |

### Playoffs
| Año   | Equipo   | PJ | PT | MPP  | %TC  | %3P  | %TL  | RPP | APP | ROB | TPP | PPP  |
| ----- | -------- | -- | -- | ---- | ---- | ---- | ---- | --- | --- | --- | --- | ---- |
| 1987  | Seattle  | 14 | 14 | 37.7 | .488 | .200 | .607 | 8.4 | 3.0 | 1.5 | .6  | 20.3 |
| 1988  | Seattle  | 5  | 5  | 36.0 | .556 | .500 | .500 | 9.6 | 5.0 | .6  | .2  | 21.2 |
| 1989  | Seattle  | 8  | 8  | 35.1 | .403 | .333 | .756 | 8.4 | 2.8 | .3  | .6  | 18.8 |
| 1991  | Phoenix  | 4  | 4  | 25.3 | .415 | .000 | .667 | 3.8 | 1.3 | .0  | .5  | 9.5  |
| 1992  | New York | 12 | 12 | 38.2 | .477 | .250 | .735 | 7.2 | 1.9 | .8  | .2  | 18.8 |
| 1993  | Boston   | 4  | 0  | 31.5 | .415 | .000 | .667 | 4.5 | 2.3 | .3  | .8  | 12.5 |
| 1995  | Boston   | 4  | 0  | 14.8 | .294 | .000 | .750 | 1.5 | 1.3 | .0  | .0  | 3.3  |
| Total | Total    | 51 | 43 | 34.0 | .464 | .282 | .667 | 7.0 | 2.6 | .7  | .4  | 17.0 |

## Logros y reconocimientos
- Elegido en el mejor quinteto de novatos de la NBA en 1986.
- Elegido para el All-Star Game en 1988.